# La Chaux-de-Fonds / Le Locle, urbanisme horloger
Le site "La Chaux-de-Fonds / Le Locle, urbanisme horloger" est inscrit sur la Liste du patrimoine mondial de l'UNESCO depuis 2009. Il se situe dans le canton de Neuchâtel, en Suisse.
Ce site industriel se compose des villes de La Chaux-de-Fonds et du Locle ainsi que des zones de campagnes les entourant. Il s'agit d'un ensemble cohérent du XIXe siècle, significatif du développement urbain en lien direct avec l'industrialisation. Les deux villes possèdent également des éléments patrimoniaux reconnus comme bien culturel d'importance nationale.

## Urbanisme horloger
Planifiées au début du XIXe siècle, après trois grands incendies, les villes de La Chaux-de-Fonds et du Locle ont été pensées de manière pragmatique. Leurs plan orthogonal, imbriquant lieux de vie et lieux de production répond notamment aux besoins de l'industrie horlogère. La planification urbaine des deux villes s’est adaptée au passage d’une production artisanale avec travail à domicile ou en petits ateliers à une production manufacturière plus intégrée, avec les usines de la fin du XIXe et du XXe siècle.Cette industrie qui remonte au XVIIe siècle se maintient encore aujourd’hui. Le site constitue un exemple de villes ordonnées par une activité mono-industrielle, bien conservées et toujours en activité. 

### La Chaux-de-Fonds
L'incendie de 1794 détruisit ce qui était alors un village. Héritier du siècle des lumières, le plan de reconstruction de ce qui sera le centre de la ville, initié par Moïse Perret-Gentil, est le fruit d'un consensus entre intérêts privés et publics. En 1834 est adopté un nouveau plan d’urbanisme dû à l'ingénieur des Ponts et Chaussées Charles-Henri Junod. Sa mise en œuvre tient compte de la sécurité et de la salubrité afin d'éviter la propagation des incendies, d'offrir des espaces nécessaires pour le jardinage, le déneigement et d'assurer l'ensoleillement pour tous,. Ce plan accompagna le développement de la ville entre 1835 et 1910.

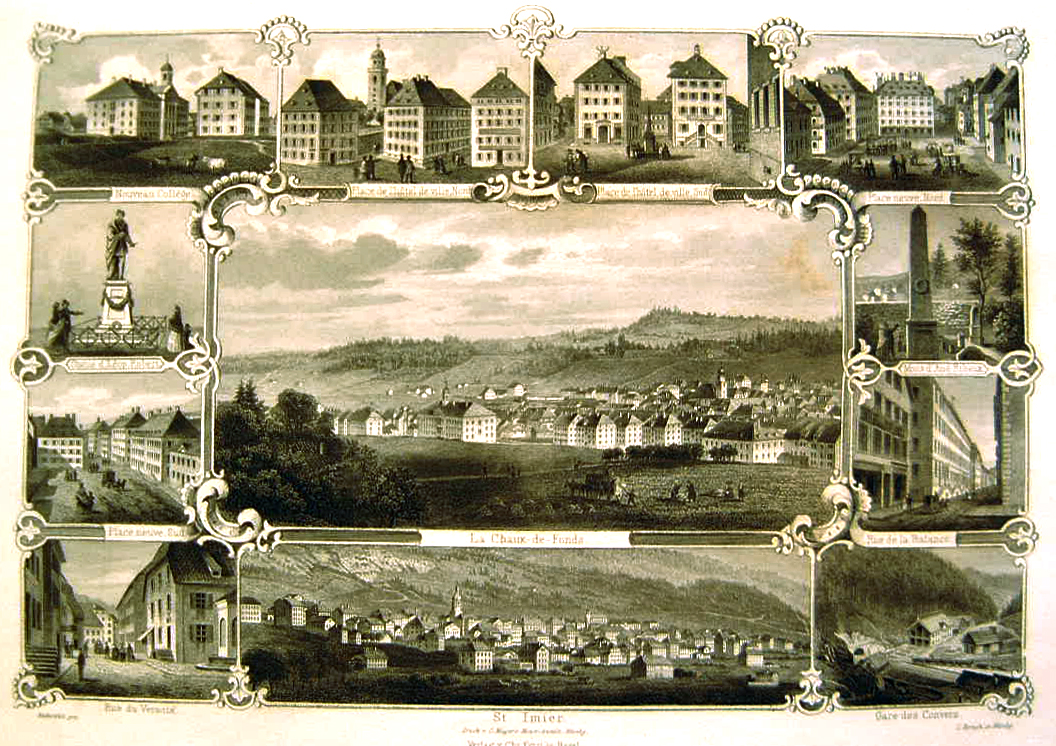
Bâtiments de La Chaux-de-Fonds en 1863 (souvenir du tir fédéral).

Au XIXe siècle les logements et ateliers d'horlogerie se côtoient dans les mêmes immeubles. Les ateliers étant souvent situés au dernier étage des immeubles et bénéficiaient de la lumière par de larges baies vitrées. Puis au début du XXe siècle apparaît la spécialisation des bâtiments avec les fabriques puis les usines.

### Le Locle
Incendiée à plusieurs reprises (1683, 1765, 1833), la ville prit son aspect actuel dans le second quart du XIXe siècle, en lien étroit avec le développement de l'horlogerie.

## Inscription au patrimoine UNESCO
Le dossier de candidature « La Chaux-de-Fonds / Le Locle, urbanisme horloger » a été signé lundi 17 décembre 2007. Le Comité du patrimoine mondial de l’Unesco s’est prononcé favorablement fin juin 2009 pour l’inscription des villes de La Chaux-de-Fonds et du Locle en raison de la valeur universelle exceptionnelle de leur urbanisme horloger.